# Jardins de Castillon-Plantbessin

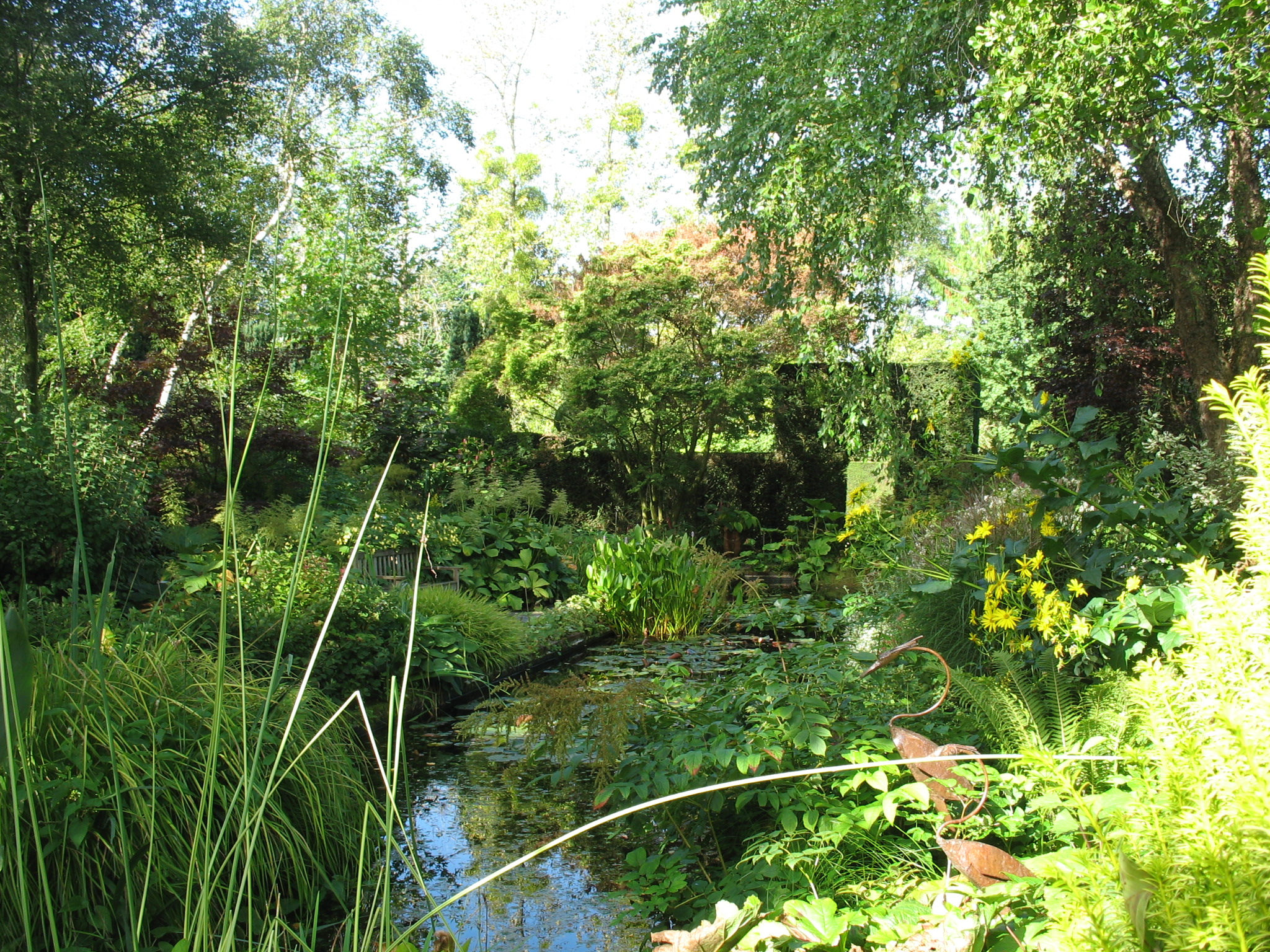
Le Jardin d'eau.

Les Jardins de Castillon-Plantbessin sont un jardin remarquable français, situé à Castillon (Calvados), près de Bayeux.

## Historique
Hubert Sainte-Beuve, agriculteur en Bessin, achète une pépinière en 1974. Il perd de nombreuses plantes lors de l'hiver 1975 et l'été 1976. Lui et son épouse Colette partent visiter des jardins en Angleterre (Sissinghurst, Great Dixter, Hidcote Manor (en), Jardin de Tintinhull (en)) pour proposer à la vente des plantes vivaces qu'ils jugent injustement négligées en France.
Colette Sainte-Beuve commence alors sa collection de géraniums vivaces et participe à la première édition des journées des plantes de Courson en 1982.
Ils réalisent un jardin de démonstration pour montrer aux clients comment présenter ces plantes. C'est le premier jardin, d'inspiration anglaise (Castillon), créé en 1985 par Hubert et Colette Sainte-Beuve. Le second, plus contemporain (Plantbessin), fut conçu à l'aide du graveur et paysagiste parisien François Houtin.

## Influences
Leurs sources d'inspiration sont les jardinières Penelope Hobhouse et Beth Chatto, les experts pépiniéristes Elizabeth Strangman et Graham Gouch, les jardins anglais de Hidcote Manor (en) et Sissinghurst.

## Description
Le premier jardin né en 1985, en pente douce orientée au Nord, est une succession de huit chambres ou jardins clos thématiques :
- le Jardin d'eau : autour d'un bassin rectangulaire avec poissons dont une carpe Amour, persicaires, rodgersia, eupatoires ;
- le Bassin aux nymphéas : bassin octogonal carpes koï, agapanthes blanches ;
- l'Allée des fleurs (mixed-border) : eupatoires, persicaires, érable du japon ;
- le Jardin oriental : Juniperus taillé en nuage, azalées persistantes ;
- la Pergola : Cornus kousa, pivoine arborescente ;
- la Clairière ensoleillée : bouleaux ;
- le Petit théâtre : hydrangeas, magnolias, bruyères, fougères ;
- le Jardin des senteurs : Pyrus salicifolia 'Pendula'.

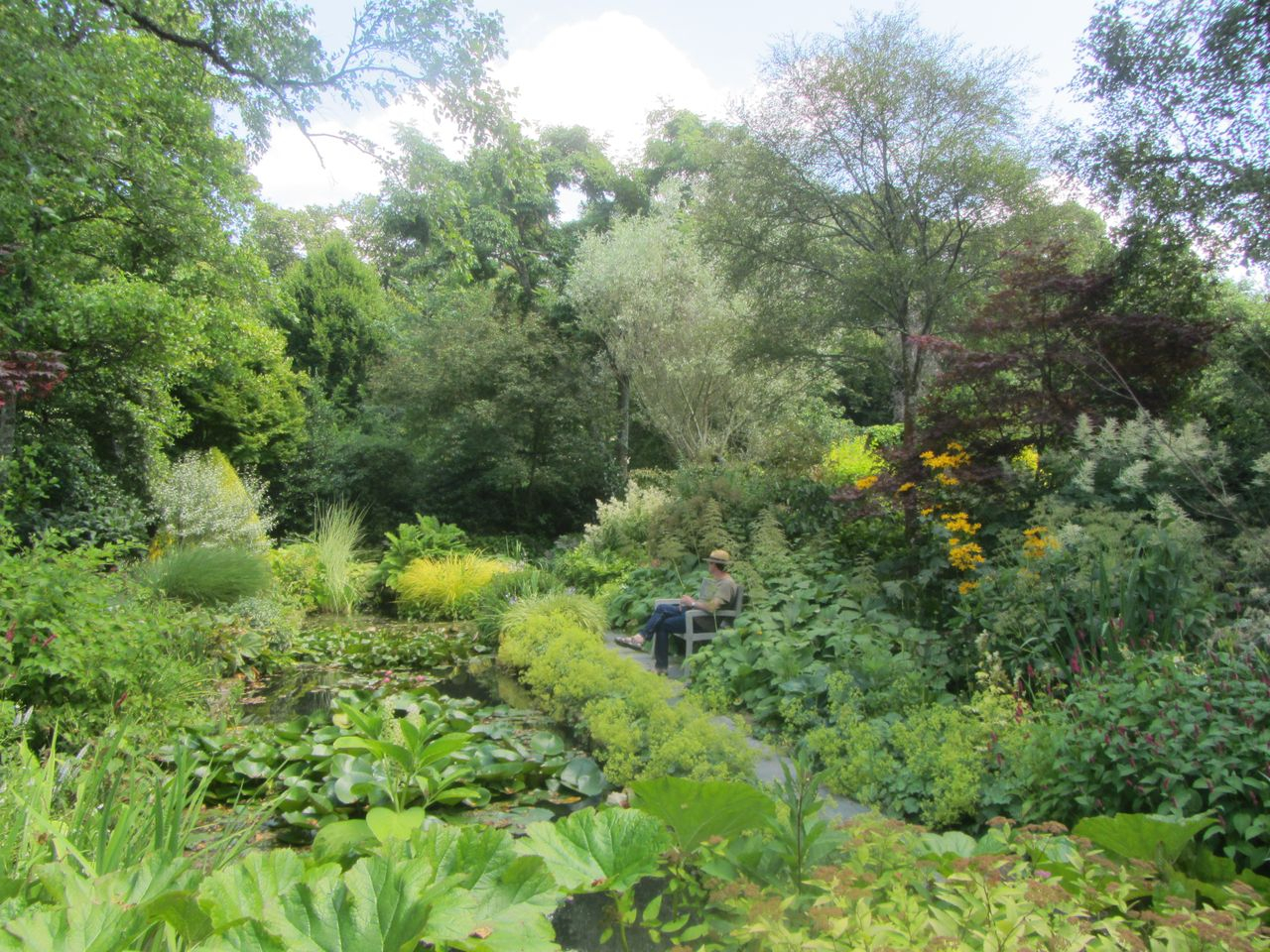
Le Jardin d'eau.
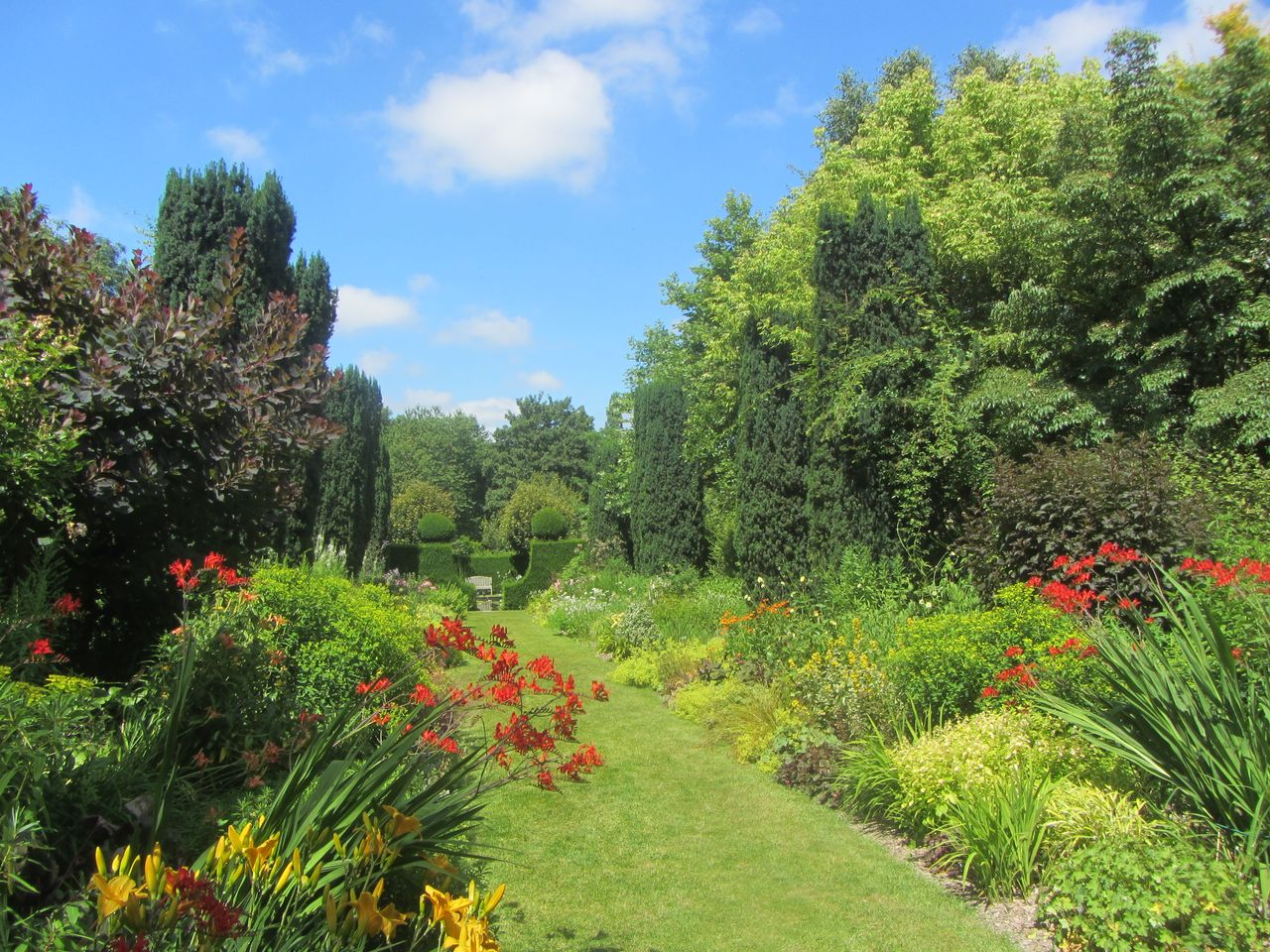
L'Allée des fleurs.
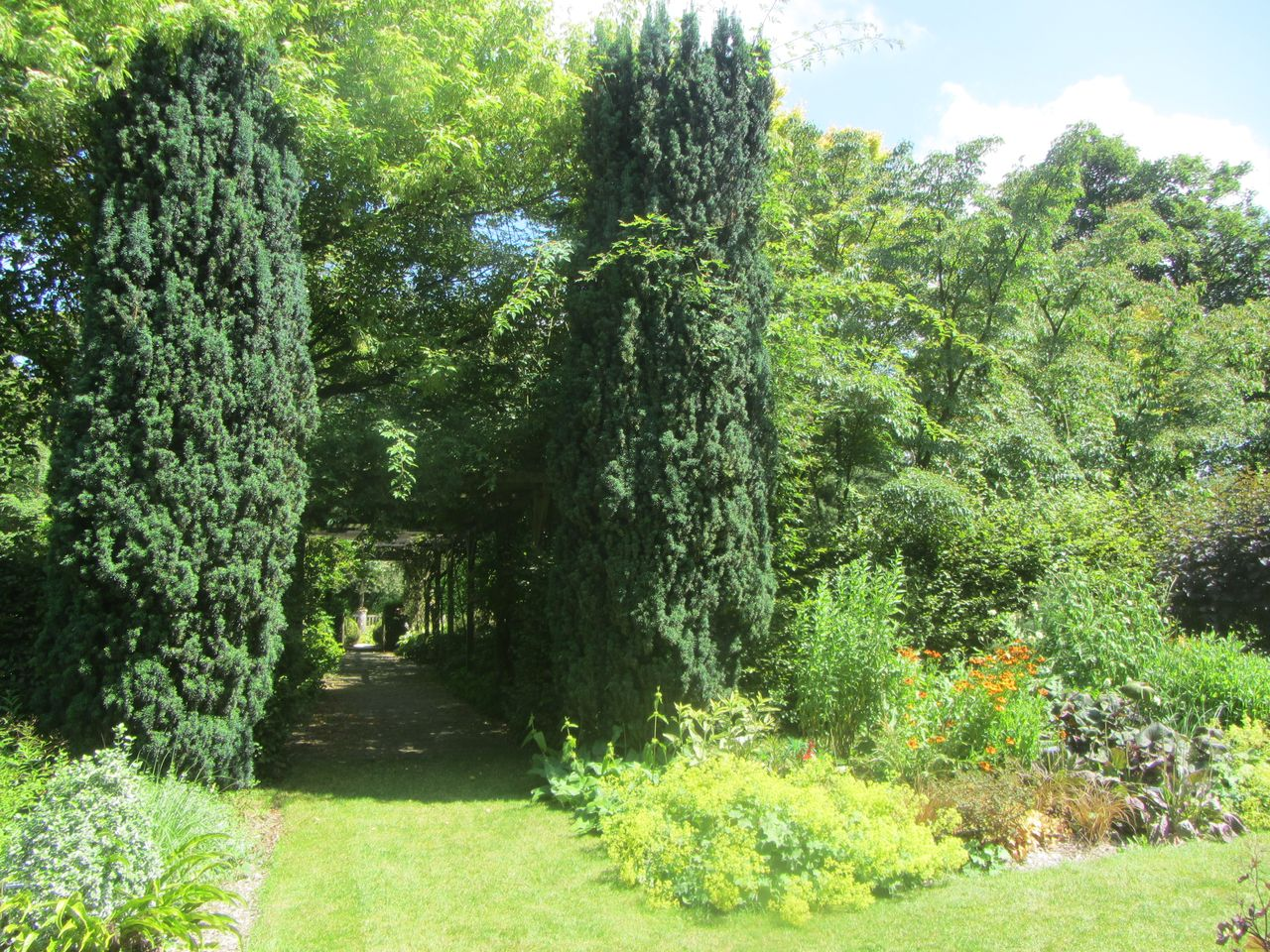
La Pergola vue depuis l'Allée des fleurs.

Le second jardin, ouvert en 2001, est constitué de trois terrasses, sur un espace de même superficie que le premier.
- terrasse supérieure ou le jardin des graminées : Miscanthus, Molinia, Stipa, Helictotrichon, Ombellifères, Thalictrums, lupins, artichauts ;
- la terrasse intermédiaire ou le jardin bleu : lavandes, nepetas, statices, Cornus controversa 'Variegata' ;
- étage inférieur ou le jardin des hémérocalles : hémérocalles, hostas.

On trouve enfin l'arboretum-labyrinthe :
- un arboretum : buis, noisetiers, parrotias, gleditsias ;
- un labyrinthe : taxus baccata, taxus doré, noisetier tortueux.

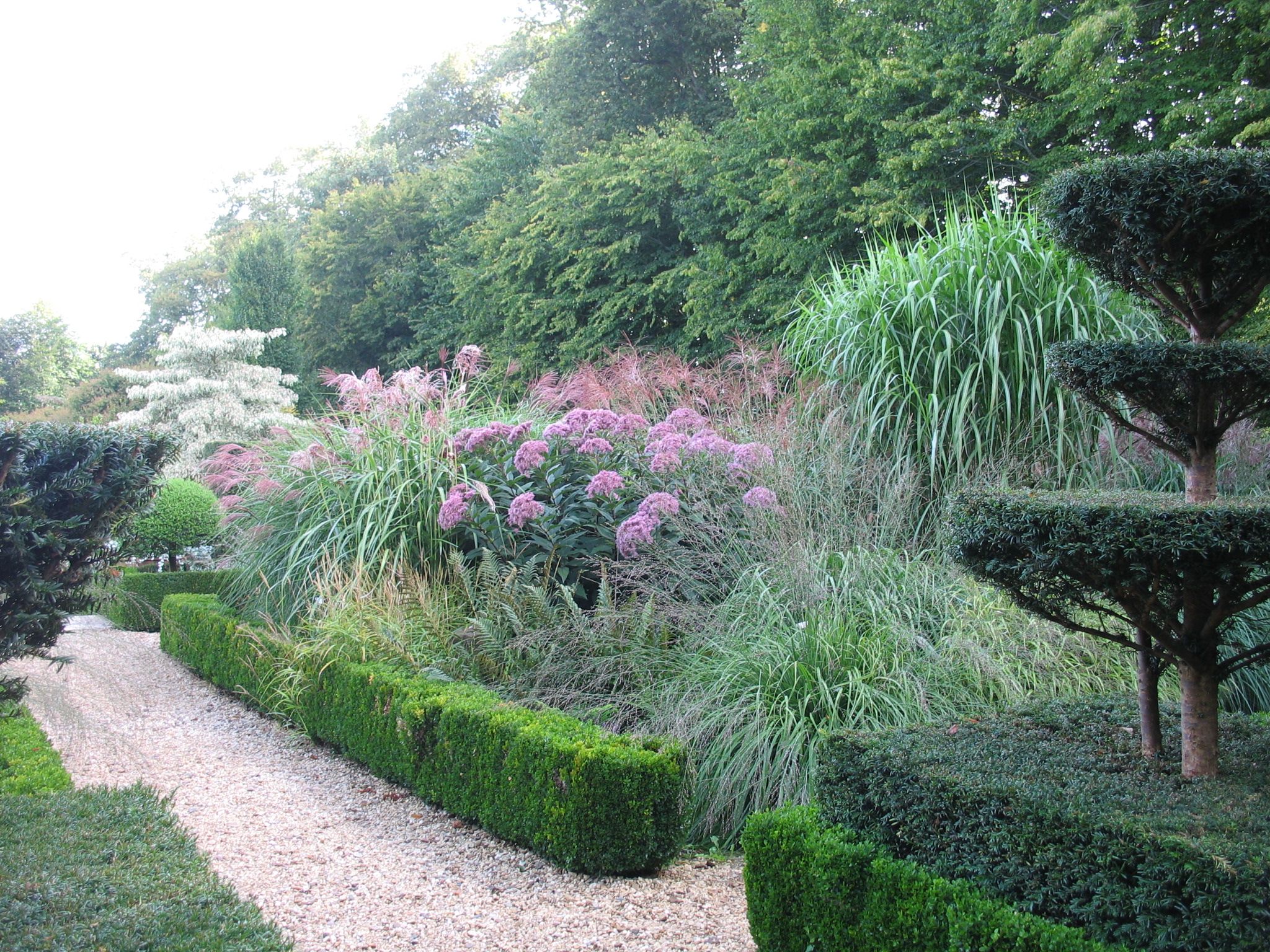
Le Jardin des graminées
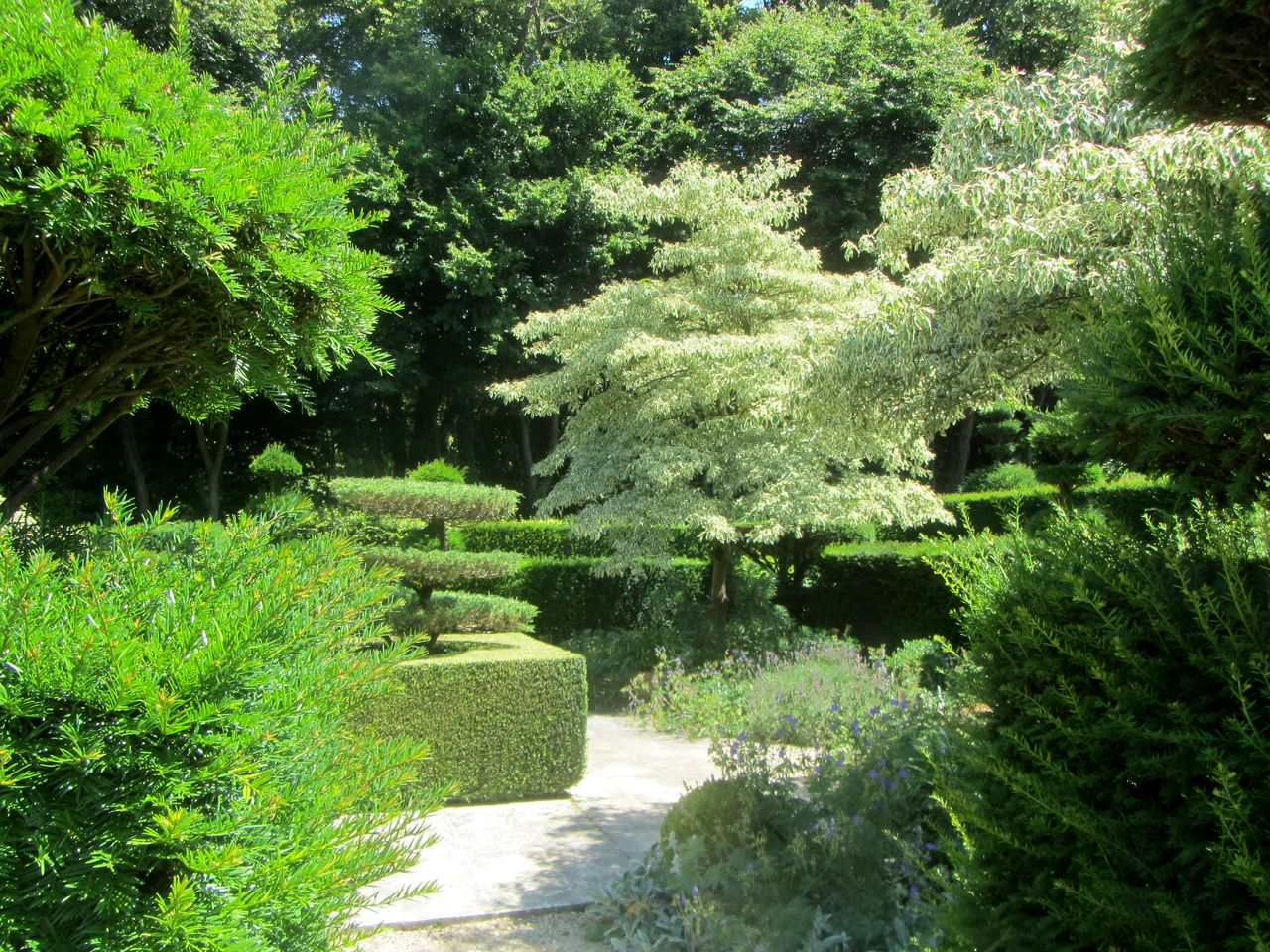
Le Jardin bleu
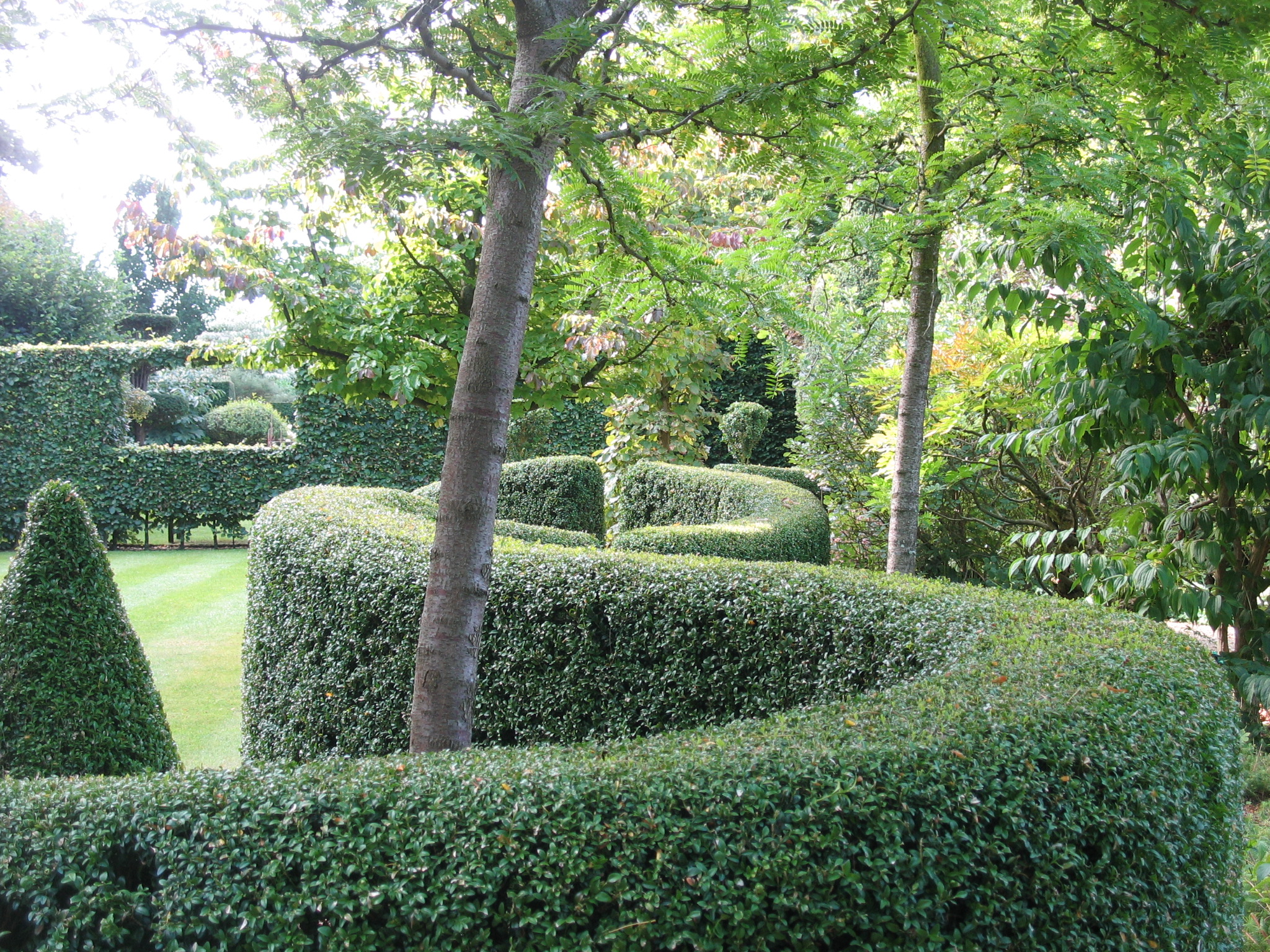
L'arboretum-labyrinthe

## Récompenses
Les Jardins de Castillon ont reçu en 2004 le label «Jardin remarquable» par le Conseil national des parcs et jardins.
Ils ont reçu en 2009 le Prix « Jardin de l'année », décerné par l'Association des journalistes du jardin et de l'horticulture.